# Espardenyà
L'Espardenyà és un guisat, barreja de carn i peix, de l'Horta de València, de la Ribera Alta i la Ribera Baixa, comarques que voregen l'Albufera de València. Diuen que l'origen de la recepta es troba en un malentés, quan una colla de segadors arrossaires de Sueca i el Palmar oblidaren precisament l'arròs de la paella del dinar, quan alguns portaven part dels ingredients de la paella i altres els de l'all i pebre. El lloc de la troballa fou a l'anomenat Molí de Baldoví (Sueca) dins la marjal entre aquelles poblacions. Sembla que algú, en veure el resultat, que després resultaria un èxit de sabor, exclamà: 'Això és una espardenyà...' 
Hom diu que la millor espardenyà és la que es fa a Albalat de la Ribera i a Alzira amb les anguiles pròpies de l'Albufera. Aquest plat també es fa a altres llocs com a Cullera i a Sueca. També és plat típic i en té fama al Palmar, una pedania de l'Horta de València al costa est de l'Albufera.

## Preparació

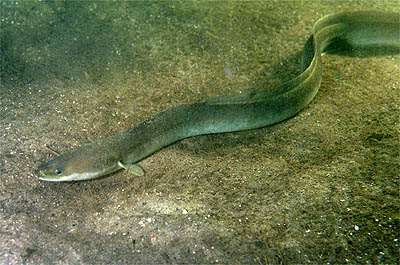
L'anguila és un ingredient essencial en l'espardenyà

Per preparar el plat cal sofregir, els alls a la paella amb els trossos d'ànec, seguits del conill i del pollastre. Després s'afegeix el pebre roig, i l'aigua. Les anguiles s'afegeixen passat un temps i es deixen coure amb foc suau, remenant amb molta cura perquè els trossos d'anguila no es trenquin. Passats uns deu minuts s'afegeixen les patates (creïlles) i s'acaba de coure.
Cinc minuts abans del final es poden trencar uns ous sobre l'espardenyà mentrestant s'està acabant de coure. Cal que quedin bonics amb els rovells no cuallats encara. Tot i que l'espardenyà amb anguila és l'autèntica, si no hi ha anguiles se'n pot fer també amb llissa.
Totes les àvies valencianes saben que aquest plat, així com la paella, es preparava amb rates de marjal en la seva forma primitiva. La rata de marjal era "menjar digne d'un príncep" a l'época que va immortalitzar Vicent Blasco Ibáñez (1867 - 1928) a la novela realista Cañas y barro, sobre la vida dels pescadors i camperols de la zona dels marjals de l'Albufera al segle xix.